# مازن عنبة
مازن عنبة هو ممثل ومنتج فني من مواليد عمان الأردن، حاصل على شهادة دبلوم إدارة أعمال. عمل أكثر من 150 عمل تلفزيوني للمحطات الفضائية العربية منها تلفزيون دبي وتلفزيون قطر وتلفزيون إم بي سي والتلفزيون السوري والتلفزيون الأردني ومحطتي قناة اقرأ الإسلامية وقناة المجد ومحطة الوطن الكويتية والتلفزيون الكويتي.
من أهم أعماله التاريخية والبدوية والدراما التي كانت من إشرافه وادراته: قمر وسحر وعرس الصقر والفرداوي والبحر أيوب وشام شريف ورحلة زمان ومسلسل زمان الوصل وذي قار ومسلسل عيال الذيب ومسلسل الحجاج ومسلسل آخر أيام اليمامة وحكايا الناس ومسلسل الشاعر محسن الهزاني ومسلسل الدروازة ومسلسل قبائل الشرق ومسلسل عقاب الكوميدي ومسلسل للإسرار خيوط ومؤخرا مسلسل أوراق الحب لتلفزيون أبوظبي ومسلسل الطريق إلي كابول الذي لم يتم عرضه بعد الحلقة الثامنة والذي أثار جدلا إعلامية كبيرة بين المحطات الفضائية خلال شهر رمضان المبارك.
عمل على إنتاج المسلسل التراثي الخليجي «الغافه» وهذا المسلسل من إنتاج تلفزيون أبوظبي وتنفيذ شركة أرى الإمارات للإعلام وعرض بشهر رمضان المبارك للعام 2010.